# Комсомольская площадь (Ростов-на-Дону)
Комсомольская площадь — одна из площадей Ростова-на-Дону, находящаяся в Октябрьском районе города.

## История

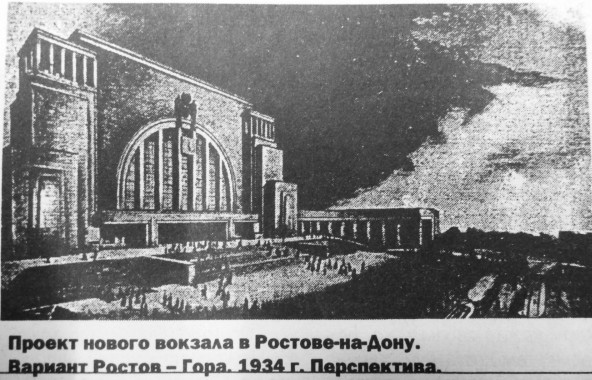
Проект вокзала «Ростов-гора»

Ещё до Великой Отечественной войны по территории нынешней площади проходила железнодорожная ветка с товарной станцией Ростов-гора. В 1930-х годах на это место планировался перенос главного железнодорожного вокзала Ростова-на-Дону, и даже рассматривались проекты нового здания. Но этот проект реализован не был.
Во время войны в оккупированном Ростове станция Ростов-гора использовалась немецкими войсками.
После окончания войны эта железнодорожная ветка была демонтирована, и на её месте возникла улица Мечникова. В последующие годы на месте бывшей товарной станции стала оформляться ныне существующая Комсомольская площадь.

## Современность

Вид с площади на Будённовский проспект

В 1960-х годах в центре площади была организована большая клумба, в 1967 году в центре её был воздвигнут памятник «Стела комсомольцам Дона». Рядом был создан парк — Комсомольский сквер.
В настоящее время является важным транспортным узлом Ростова-на-Дону, где сходятся улицы: Будённовский проспект, улица Мечникова и Стадионная улица — с круговым движением вокруг центра площади. Сама площадь непешеходная, но большой Комсомольский сквер является местом отдыха горожан.